# العلاقات الهندية الغرينادية
العلاقات الهندية الغرينادية هي العلاقات الثنائية التي تجمع بين الهند وغرينادا.

## مقارنة بين البلدين
هذه مقارنة عامة ومرجعية للدولتين:
| وجه المقارنة                                              | الهند                       | غرينادا                                |
| --------------------------------------------------------- | --------------------------- | -------------------------------------- |
| المساحة (كم2)                                             | 3.29 مليون                  | 348                                    |
| عدد السكان (نسمة)                                         | 1.35 مليار                  | 107.83 ألف                             |
| الكثافة السكانية (ن./كم²)                                 | 410.33                      | 30.99 ألف                              |
| العاصمة                                                   | نيودلهي                     | سانت جورجز                             |
| اللغة الرسمية                                             | اللغة الهندية، لغة إنجليزية | لغة إنجليزية، إنكليزية غرنادة المولدة ‏ |
| العملة                                                    | روبية هندية                 | دولار شرق الكاريبي                     |
| الناتج المحلي الإجمالي (بليون دولار)                      | 2.60 تريليون                | 1.12 مليار                             |
| الناتج المحلي الإجمالي (تعادل القوة الشرائية) بليون دولار | 8.00 تريليون                | 1.45 مليار                             |
| الناتج المحلي الإجمالي الاسمي للفرد دولار أمريكي          | 1.60 ألف                    | 9.21 ألف                               |
| الناتج المحلي الإجمالي للفرد دولار أمريكي                 | 5.70 ألف                    | 12.43 ألف                              |
| مؤشر التنمية البشرية                                      | 0.609                       | 0.750                                  |
| رمز المكالمات الدولي                                      | +91                         | +1473                                  |
| رمز الإنترنت                                              | .in، .भारत ‏، .بھارت ‏،        | .gd                                    |
| المنطقة الزمنية                                           | ت ع م+05:30، توقيت الهند    | 00                                     |

## منظمات دولية مشتركة
يشترك البلدان في عضوية مجموعة من المنظمات الدولية، منها:
| علم المنظمة | اسم المنظمة                        | تاريخ انضمام الهند | تاريخ انضمام غرينادا |
| ----------- | ---------------------------------- | ------------------ | -------------------- |
|             | يونسكو                             | 4 نوفمبر 1946      | 17 فبراير 1975       |
|             | مؤسسة التمويل الدولية              | 20 يوليو 1956      | 28 أغسطس 1975        |
|             | منظمة حظر الأسلحة الكيميائية       | ?                  | ?                    |
|             | مؤسسة التنمية الدولية              | 24 سبتمبر 1960     | 28 أغسطس 1975        |
|             | منظمة التجارة العالمية             | 1995               | ?                    |
|             | وكالة ضمان الاستثمار متعدد الأطراف | 6 يناير 1994       | 12 أبريل 1988        |
|             | الاتحاد البريدي العالمي            | ?                  | ?                    |
|             | الاتحاد الدولي للاتصالات           | 1869               | 17 نوفمبر 1981       |
|             | منظمة الشرطة الجنائية الدولية      | ?                  | ?                    |
|             | الأمم المتحدة                      | 30 أكتوبر 1945     | 17 سبتمبر 1974       |
|             | البنك الدولي للإنشاء والتعمير      | 27 ديسمبر 1945     | 27 أغسطس 1975        |
|             | دول الكومنولث                      | 15 أغسطس 1947      | ?                    |

## وصلات خارجية
- موقع وزارة الخارجية الهندية